# 阿尔伯特桥 (布里斯班)
阿尔伯特桥（英語：Albert Bridge）是澳大利亚昆士蘭州布里斯班的一座列入遗产名录的铁路钢桁桥，跨过布里斯班河。该桥于1895年开通，1992年10月21日列入昆士兰州遗产名录。